# Michail Ivanovič Glinka
Michail Ivanovič Glinka (rusky Михаи́л Ива́нович Гли́нка; 20. květnajul./ 1. června 1804greg. Novospasskoje – 3. únorajul./ 15. února 1857greg. Berlín) byl první ruský skladatel, který získal široké uznání v rodné zemi, a osobnost, jež je považována za otce ruské klasické hudby. Reprezentativním dílem, které ho proslavilo na velkém území světa, je především Kamarinskaja, orchestrální dílo založené na lidových melodiích, opera Život za cara (1836) a další opera Ruslan a Ludmila z roku 1842.
Dílo Michaila Ivanoviče Glinky mělo vliv na několik celosvětově známých skladatelů i na populární Ruskou pětku, jejíž pět členů pod vedením Milije Balakireva věnovalo svou pozornost zvláště Glinkovi jako skladateli, který komponoval ruský druh klasické hudby.

## Život

### Raná léta
Michail Ivanovič Glinka se narodil ve vesnici Novospasskoje nedaleko řeky Desny v ruském Smolensku. Jeho otcem byl bohatý vysloužilý armádní kapitán, který žil v rodině se silnou vazbou pro služby pro cara. I v této rozsáhlé rodině se několik jejích členů věnovalo umění (zvláště hudbě a literatuře). Jako malé dítě trávil hodně času se svou babičkou, která ho vychovávala, ale také dosti rozmazlovala a neustále krmila různými sladkostmi a oblékala jej do luxusních kožešin. To se mu později stalo osudným, zejména co se týče jeho zdraví. Často navštěvoval lékaře a vícekrát se stál obětí šarlatánů. V raných letech moc hudby neslyšel. Často jen slýchával zvuky odbíjejících zvonů na vesnickém kostele a rád poslouchával lidové písně kočujících pěveckých sborů. Zvuky zvonů však nebyly na poslech nijak přívětivé pro své naladění na nelibozvučný akord, a právě to bylo příčinou přivyknutí jeho sluchu na pronikavou harmonii.
Po smrti babičky se přiklonil spíše ke strýci, který bydlel přibližně 10 km daleko a hrál v orchestru díla Haydna, Mozarta a Beethovena. U strýčkova orchestru trávil Glinka mnoho volného času. V deseti letech přišel další hudební zážitek, když slyšel hrát finského skladatele Bernharda Crusella na klarinet, což ho velice ovlivnilo a zanechalo to v něm hluboký dojem. Později si do svého deníku zapsal větu „hudba je má duše“, která připomíná jeho hudební zážitky z dětství. Včetně předmětů jako ruština, němčina, francouzština a geografie také začal brát hodiny klavíru a houslí.
Ve 13 letech byl poslán do Petrohradu ke studiu na škole pro děti ze šlechtických rodin. Zde se naučil mluvit latinsky, anglicky a persky, studoval matematiku a zoologii a značně si rozšířil hudební znalosti. Krátce studoval hru na klavír u anglického skladatele Johna Fielda, který v té době pobýval v Petrohradě. Následně ho hře na klavíru učil Karl Mayer a asi od této doby začal skládat svá první díla.
Po ukončení školy po něm otec požadoval připojení k ministerstvu zahraničí a následně byl jmenován pomocným sekretářem ministerstva dopravy. Práce byla nenáročná, měl mnoho času na komponování. Začal navštěvovat hudební akce a zasedání. V této době složil Glinka velké množství hudby, především melancholické románky, které ohromovaly bohaté publikum. Ale jeho vrcholné a nejzajímavější dílo se datuje právě od tohoto období.
V roce 1830 se na doporučení lékaře rozhodl cestovat do Itálie spolu s hudebním umělcem Ivanovem. Cesta probíhala klidně, projížděli přes Německo, Švýcarsko a na nějaký čas se usadili v Miláně. Zde začal brát hudební lekce na konzervatoři u Francesca Basiliho, ačkoli se snažil upravit svůj kontrapunkt, který shledal Basili jako nevhodný. Ačkoli strávil v Itálii jen tři roky, setkal se zde s několika slavnými osobnostmi včetně Mendelssohna a Berlioze, což u něj zanedlouho vyvolalo velkou lásku k Itálii. I přesto si však uvědomil, že se mu po své vlasti, hlavně hudbě v Rusku neuvěřitelně stýská a tak se nakonec rozhodl vrátit do Ruska s těžkým cílem obohatit ruskou hudbu tak, jako Donizetti a Bellini italskou.
Na zpáteční cestě přejížděli přes Alpy a na krátký čas se Glinka usadil ve Vídni, kde uslyšel i hudbu Franze nebo Strausse, což ho znovu velice upoutalo. Na pět měsíců se usadil i v Berlíně, kde studoval skladbu pod vedením Siegfrieda Dehna. V tomto období vytvořil nedokončenou Symfonii na ruské téma a i dílo Capriccio přetvořil na téma ruské hudby.
Když se však dozvěděl o smrti svého otce, opustil v roce 1836 Berlín a vrátil se do své rodné vesnice Novospasskoje.

### Zralá léta

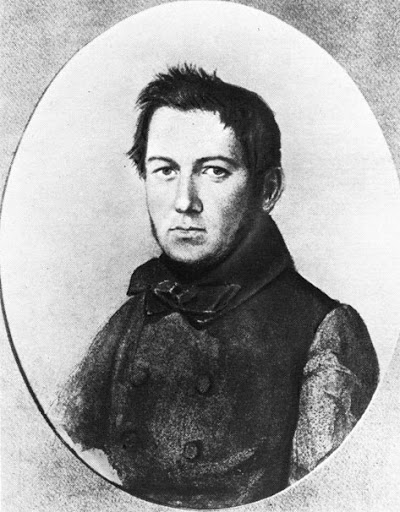
Michail Glinka na podobizně z roku 1840

V době, kdy žil v Berlíně se zde zamiloval do krásné zpěvačky (pro kterou složil i Šest studií pro kontraalt). Dokonce si vymyslel plán, jak se k ní dostat, ale papírování kolem něj mu nakonec nedovolilo tento plán uskutečnit a raději setrval v Petrohradě. Zde se setkal se svou matkou, kterou už hodně dlouho neviděl, ale setkal se i se známou Marií Petrovnou Ivanovnou, s kterou se krátce po jejich seznámení vzali. Toto manželství nebylo příliš šťastné a také nemělo dlouhého trvání. V tomto období také zkomponoval dnes zřejmě nejznámější dílo: Život pro cara (rus. Жизнь за царя) z roku 1836. Poté, co se rozvedli, Marie se znovu zakrátko vdala a Glinka se nastěhoval ke své matce. Později se k nim přistěhovala i jeho sestra (Shestakov).
Život pro cara je Glinkova první velká opera, která jej uvedla do povědomí mnoha ruských skladatelů své doby. Dílo se původně jmenovalo Ivan Susanin, ale sám Glinka ho později přejmenoval. Děj se odehrává v období kolem roku 1612, kdy mladý ruský rolník Ivan Susanin obětuje svůj život pro cara před zachráněním skupiny záškodnických Poláků. Sám car sledoval pracovní pokrok a později dokonce požádal pozměnění titulu. Toto dílo sklidilo velký úspěch už při premiéře, která se konala 9. prosince 1836 pod vedením Catterio Cavose, který napsal operu ve stejném stylu ve své rodné Itálii. Ačkoli je tato opera spíše italská než ruská, dokázal její autor velmi dobře zacházet s recitativy, čímž se z opery stává nádherné dílo, které inspirovalo orchestrální práce několika předních ruských skladatelů pozdější doby. Sám car ho za toto dílo odměnil honosným prstenem, který měl cenu minimálně 4000 rublů.

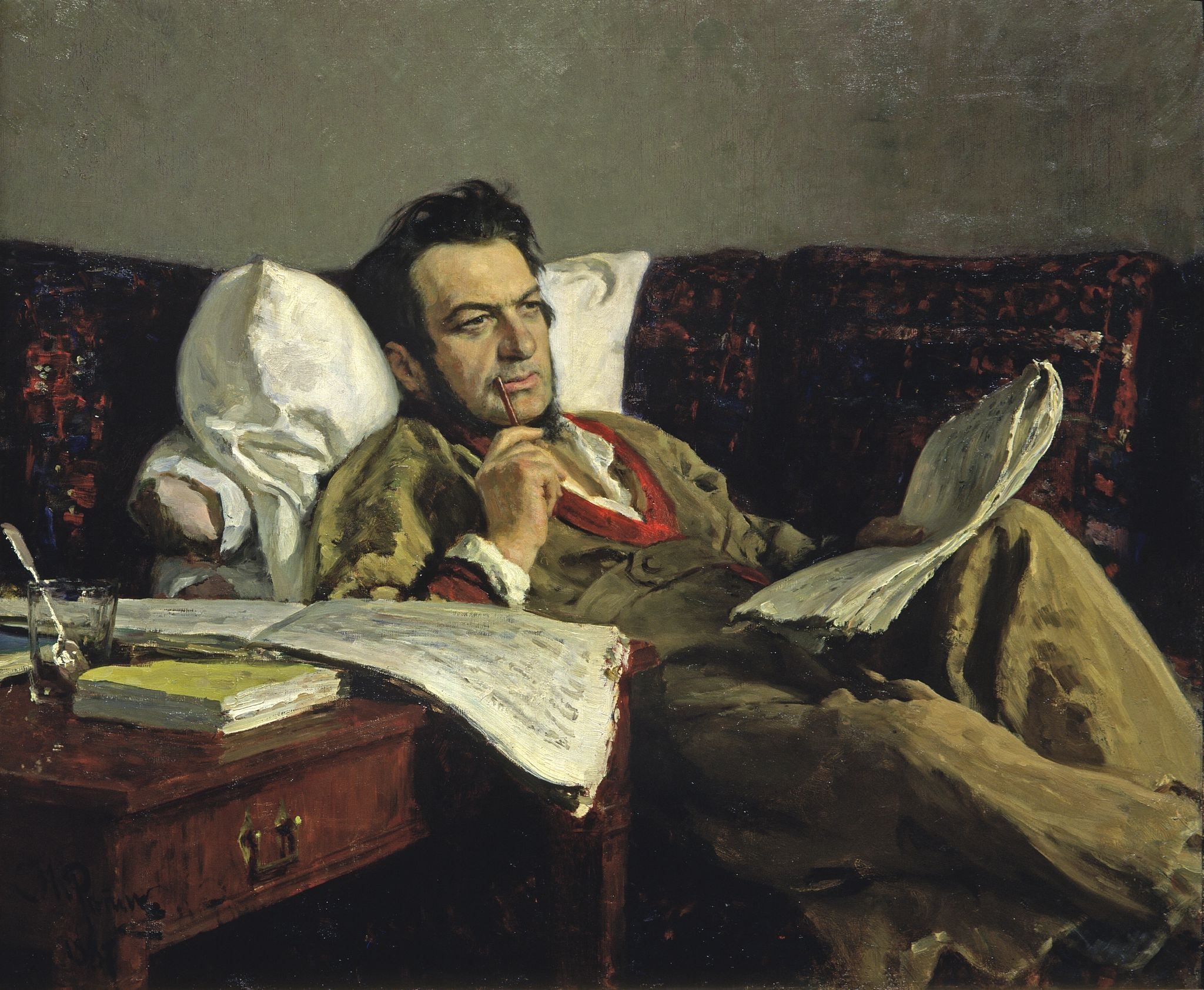
Obraz od Ilji Repina zobrazující zabraného Glinku do komponování. Tento portrét byl dokončen až po jeho smrti (v roce 1887)

V roce 1837 přijal Glinka místo instruktora Carského kostelního sboru, s ročním platem 25000 rublů a s ubytováním. V roce 1838 se na carův příkaz vydal na Ukrajinu s cílem nalézt nové hlasy pro pěvecký sbor. Za 19 nováčků, které Glinka sehnal, získal od cara 1500 rublů.
Brzy poté začal s komponováním své druhé opery: Ruslan a Ludmila. Proti tomuto dílu však bylo uspořádáno spiknutí básníkem Konstantinem Bakhturinem a nevelkou skupinkou jiných hudebníků, což mělo za následek dramatický zmatek a to i přesto, že byl Bakhturin v té době těžkým alkoholikem. Kvalita této opery je vyšší než již zmiňovaná opera Život pro cara. Kouzlo v tomto díle spočívá v autorově umění zapojit do opery lidové písně a melodie a to dokonce i orientální, čímž se stává tato práce ve své době jedinečná. Je pravda, že je zde cítit znovu vliv Itálie na autora, ale tato opera je rozhodně více ruská, než předchozí. Když 9. prosince 1842 vytvořil tuto operu, setkávala se nejprve s chladným přijetím, ačkoli se stala následně velice populární.

### Pozdní léta a smrt
Po velice slabém příjmu z opery Ruslan a Ludmila procházel Glinka neúspěšným obdobím. Jedinou jeho útěchou bylo cestování do Paříže či Španělska. V Paříži o něm Hector Berlioz napsal vnímavý článek a řídil i několik jeho oper uváděných ve Francii. Glinka Berlioze velice obdivoval a nechal se jím inspirovat ve svých Fantaziích pro orchestr.
Další cesta do Paříže následovala v roce 1852, kdy ve Francii strávil dva roky, které byly klidné a on sám rád a často navštěvoval zoologické nebo botanické zahrady. Odsud se později odstěhoval do Berlína, kde po pěti měsících zemřel.

## Dědictví

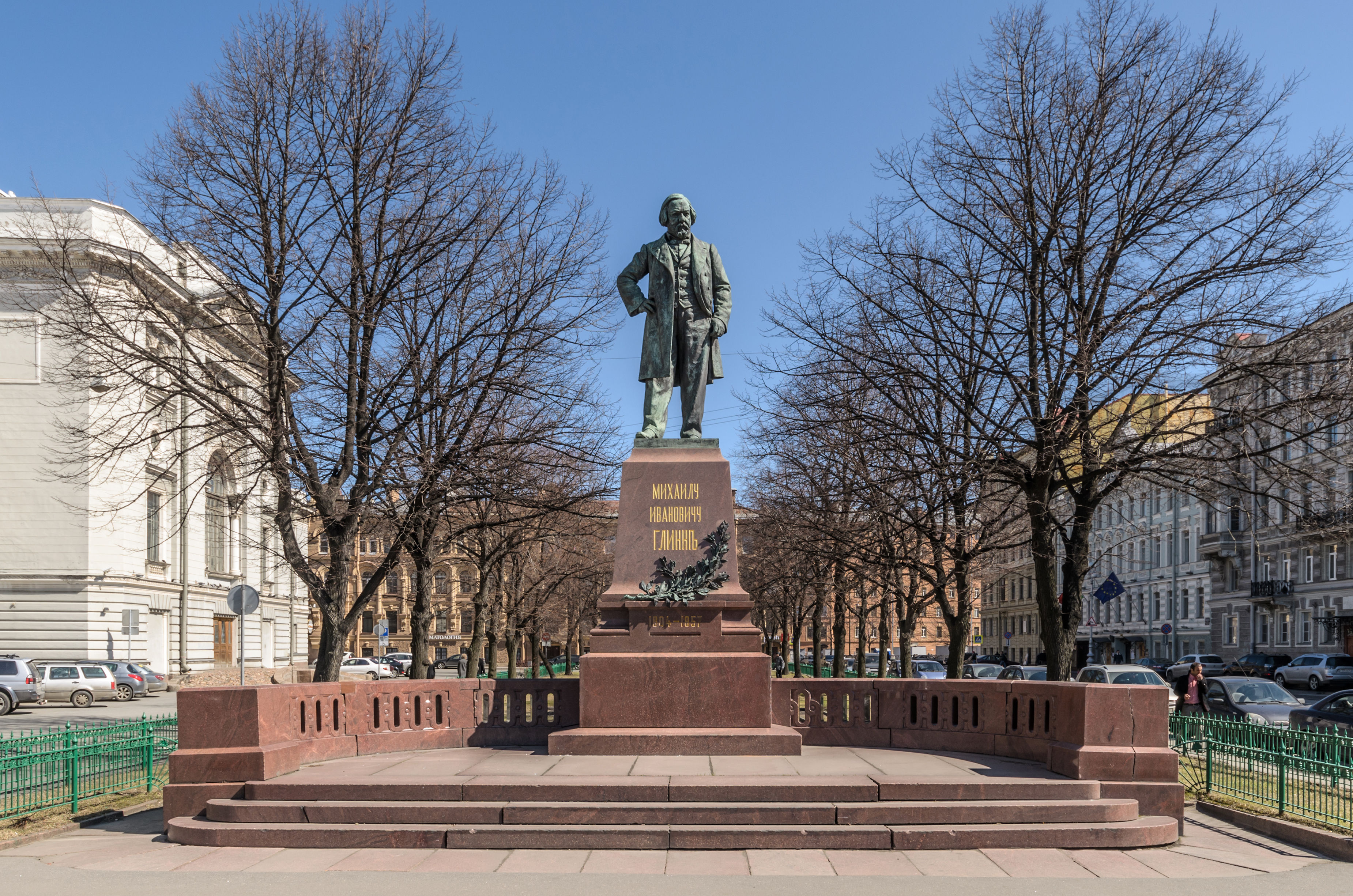
Glinkova socha v Petrohradě

Po jeho smrti se staly jeho dvě opery zdrojem tvrdých debat v hudebním tisku, obzvláště mezi Vladimirem Stasovem a jeho někdejším přítelem Alexandrem Serovem.
V Rusku se několik jeho orchestrálních děl stalo jak oblíbenou součástí koncertních programů tak předmětem nahrávek. Včetně jeho známých předeher k operám (zvláště brilantně aktivní předehra k opeře Ruslan a Ludmila) se staly populárními i jeho orchestrální práce zahrnující především symfonickou báseň Karaminskaja (1848) založené na ruských lidových melodiích a dvou španělských pracích: Noc v Madridu (1848, 1851) a Jota Aragonesa (1845).
Složil také několik desítek písní, mnoho klavírních skladeb a v menší míře skládal také i komorní hudbu (např. Patetické trio pro klarinet, fagot a klavír).
Jednou z menších prací, která si získala v posledních desetiletích[kdy?] pozornost, byla jeho „vlastenecká píseň“, pravděpodobně napsaná pro soutěž o státní hymnu z roku 1833. Úspěch si získala ale po několika desetiletích, kdy byla přijata jako národní hymna ruské federace během let 1990 až 2000.
Jeho podíl na ruské hudbě lze vnímat v souvislosti s ruskou hudbou té doby, v níž byl silný příklon k hudbě západních skladatelů. Glinka ovlivnil ruskou hudbu 19. století neuvěřitelným způsobem, o čemž svědčí přezdívka „otec ruské klasické hudby“. Významně se na jeho operách odrazil vliv Itálie, kterou si Glinka zamiloval, a který je znatelný především v opeře Život pro cara. Jeho úspěch spočívá v tom, že nechal svůj ruský charakter prostoupit západním kompozičním stylem, čímž vytvořil novou a důležitou předlohu pro budoucí ruské skladatele.
Na jeho počest po něm byly pojmenovány i tři ruské konzervatoře:
- Státní konzervatoř v Nižním Novgorodu (Rusky: Нижегородская государственная консерватория им. М.И.Глинки)
- Státní konzervatoř v Novosibirsku (Rusky: Новосибирская государственная консерватория (академия) им. М.И.Глинки)
- Státní konzervatoř v Magnitogorsku (Rusky: Магнитогорская государственная консерватория)  Archivováno 14. 7. 2011 na Wayback Machine.

## Hlavní díla

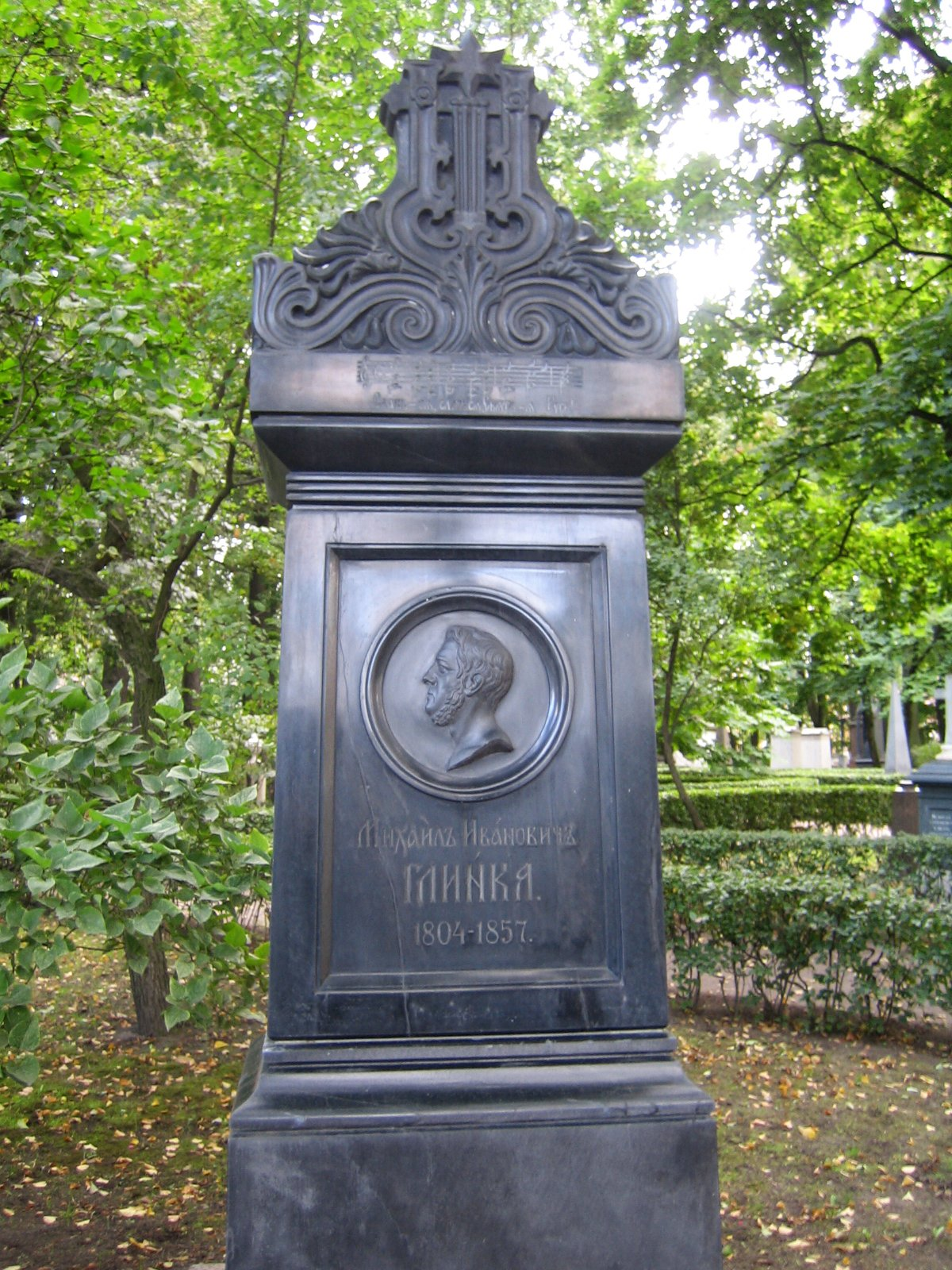
Glinkův hrob na Tichvinském hřbitově v Petrohradě

### Opery
- „Život za cara“ (1836)
- Ruslan a Ludmila (1830-7)

### Orchestrální skladby
- Symfonie na dva ruské motivy (1834)
- Španělská předehra č. 1 (1845)
- Kamarinskaja, fantazie na motivy ruských písní (1848)
- Španělské předehra č. 2 „Vzpomínky na letní noci v Madridu“ (1851)
- Valčíková fantasie (1839 pro klavír, 1856 pro orchestr)

### Komorní skladby
- Sonáta pro violu a klavír (nedokončená, 1828)
- 8 sextetů pro klavír a smyčcový kvintet
- Patetické trio d-moll pro klarinet, fagot a klavír (1832)

### Romance a písně
- „Benátská noc“ (1832)
- „Jsem tady, Inezilja“ (1834)
- „Noční průvod“ (1836)
- „Pochyby“ (1838)
- „Noční vánek“ (1838)
- „Oheň touhy“ (1839)
- „Podivná věž stojí“ (svatební píseň1839)
- „Rozloučení s Petrohradem“ (písňový cyklus, 1840)
- „Vedlejší píseň“ (1840)
- „Uznání“ (1840)
- „Slyším tvůj hlas“ (1848)
- „Grace-Cup“ (1848)
- „Píseň Markétky“ z tragédie Johann Wolfgang von Goethe: Faust(1848)
- „Marie“ (1849)
- „Adéla“ (1849)
- „Finský záliv“ (1850)
- „V těžké chvíli života“ (1855)
- „Neříkejte, že bolí srdce“ (1856)
- „Vzpomínám si na krásný okamžik“
- „Skřivan“